# Tartús
Tartús je město v Sýrii. Nachází se na pobřeží Středozemního moře, asi 220 km severozápadně od Damašku. Podle informací z roku 2010 zde žilo více než 97 557 obyvatel. Na území města se nachází druhý největší syrský přístav.

## Logistické centrum ruského námořnictva v Sýrii
V Tartúsu udržuje Ruská federace podle smlouvy se Sýrií svou jedinou, poměrně malou námořní a zásobovací základnu ve Středozemním moři. V souvislosti s občanskou válkou v Sýrii se objevily zprávy, že ruské válečné lodě tuto základnu v roce 2012 opustily, avšak Rusko se základny nevzdává. Podle nejmenovaného důstojníka ruského ministerstva obrany by nemělo žádný smysl, aby ruské vojenské loďstvo nějak pomáhalo syrskému prezidentovi Bašáru al-Asadovi v jeho boji proti povstalcům, neboť ruské námořní síly v oblasti se „nemohou postavit proti státům, které tyto povstalce podporují“.
Ve dnech 13.–14. prosince 2018 se v rámci spolupráce mezi Ruskem a Sýrií ve vojenské a technické oblasti konalo pravidelné zasední mezivládní komise, kde bylo rozhodnuto vystavět letiště v Tartúsu. V dubnu 2019 místopředseda ruské vlády Jurij Borisov oznámil že Rusko si námořní přístav pronajme na 49 let, aby využilo potenciál dopravy hospodářského rozvoje.
V roce 2022 dojde k rozšíření komplexu pro opravy lodí a ponorek v logistickém centru na ruské základně v Tartúsu. Bude zde instalována plovoucí doková stanice.